# Consonne fricative éjective alvéolaire
La consonne fricative éjective alvéolaire est un son consonantique existant dans certaines langues. Le symbole dans l'alphabet phonétique international est [sʼ].

## Caractéristiques
Voici les caractéristiques de la consonne fricative éjective alvéolaire :
- Son mode d'articulation est fricatif, ce qui signifie qu’elle est produite en contractant l'air à travers une voie étroite au point d’articulation, causant de la turbulence.
- Son point d'articulation est alvéolaire, ce qui signifie qu'elle est articulée avec soit la pointe (apical) soit la lame (laminal) de la langue contre la crête alvéolaire.
- Sa phonation est sourde, ce qui signifie qu'elle est produite sans la vibration des cordes vocales.
- C'est une consonne orale, ce qui signifie que l'air ne s’échappe que par la bouche.
- C'est une consonne centrale, ce qui signifie qu’elle est produite en laissant l'air passer au-dessus du milieu de la langue, plutôt que par les côtés.
- Son mécanisme de courant d'air est égressif glottal, ce qui signifie qu'elle est articulée en poussant l'air par la glotte, plutôt que par les poumons.

## En français
Le français ne possède pas le [s’].

## Autres langues
Le tlingit, une langue amérindienne d’Alaska, possède le [s’] et l’écrit s’. 